# Schwaben AC
Schwaben Athletic Club is een Amerikaanse voetbalclub uit Chicago in de staat Illinois. Het eerste elftal komt anno 2015 uit in de Metropolitan Soccer League. De clubkleuren zijn blauw en wit. Schwaben AC werd in 1926 opgericht als Fussball Club Schwaben door Duitse immigranten uit de Zwaben streek. De clubnaam verwijst nog steeds naar deze Duitse connectie. In 1928 nam de club haar huidige naam aan.

## Erelijst
- Amateurkampioenschap Verenigde Staten (1)

1964
- Major Division League (4)

1933, 1934, 1935, 1952,
- National Soccer League (10)

1955, 1956, 1957, 1958, 1959, 1960, 1963, 1967, 1982, 1990
- Tribune Cup (2)

1937, 1951